# Jessica Biel
Jessica Claire Biel (Ely, 3 marzo 1982) è un'attrice statunitense.

## Biografia
Figlia di Kimberly e Jonathan Biel, un imprenditore e commercialista, la sua famiglia ha origini tedesche, francesi, inglesi, irlandesi ed ebree-ungheresi. Ha un fratello più giovane, Justin, nato nel 1985. La famiglia di Jessica si trasferì spesso durante la sua infanzia: Texas, Connecticut, Illinois e infine a Boulder (Colorado), dove si è diplomata alla Fairview High School.
All'età di 14 anni ottiene la fortunata parte di Mary Camden, la secondogenita di sette figli, in Settimo cielo, una serie televisiva di successo degli anni novanta che mette in scena la vita di una grande famiglia di un pastore protestante. A 15 anni recita ne L'oro di Ulisse, al fianco di Peter Fonda, mentre nel 1998 prende parte al film A casa per Natale.
Nonostante in Settimo Cielo fosse la figlia protagonista, era anche la figlia tra i sette con più problemi, condizione questa che le permette nel 2001 di lasciare il cast per sua decisione, con l'obiettivo di entrare nel mondo del cinema, recitando quindi in Il sogno di un'estate (2001) e Le regole dell'attrazione (2002), film destinati a un pubblico giovane. Nel maggio del 2001 appare nel videoclip degli Aerosmith "Fly away from here". Nel 2002 diventa testimonial di L'Oréal, colosso di cosmetici.
Diventa nota a livello mondiale nel 2003, quando viene scelta per vestire i panni della protagonista del remake del celebre fortunato horror Non aprite quella porta. Dal 2004 recita in Blade: Trinity e Stealth - Arma suprema e nel 2005 ottiene ruoli secondari nei film Elizabethtown, Cellular e London. Dopo Home of the Brave - Eroi senza gloria (2006), prende parte a The Illusionist - L'illusionista (2006) e al film d'azione Next (2007), al fianco di Nicolas Cage.
Successivamente le vengono affidati ruoli da protagonista in due commedie, Io vi dichiaro marito e... marito (2007), regia di Dennis Dugan e in Un matrimonio all'inglese (2008), regia di Stephan Elliott. Nel 2009 è tra i protagonisti del film drammatico Powder Blue, dove interpreta una spogliarellista e madre di un bambino in coma; nello stesso anno presta la voce al personaggio Neera del film d'animazione Planet 51. L'anno dopo partecipa al film d'azione A-Team, e tra il 2010 e 2011 viene scelta tra i protagonisti dei film Appuntamento con l'amore e Capodanno a New York.

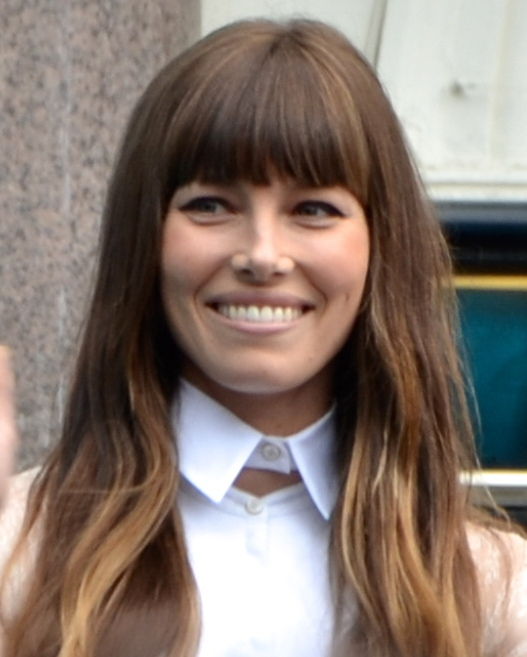
Jessica Biel a Londra nel 2012

Nel 2012 affianca da co-protagonista Colin Farrell nel film Total Recall - Atto di forza, e Gerard Butler in Quello che so sull'amore, regia di Gabriele Muccino; nello stesso anno torna nuovamente come protagonista nel complesso horror-thriller I bambini di Cold Rock, rivestendo il ruolo di una madre alla quale viene rapito il figlio. Nel 2013 viene scelta tra i protagonisti del film Hitchcock.
Nel 2014 prende parte a un episodio della serie televisiva New Girl; l'anno seguente è protagonista della commedia Accidental Love. Nel 2016 interpreta due ruoli nei film The Devil and the Deep Blue Sea e A Kind of Murder. Nel 2017 torna di nuovo come protagonista in televisione, rivestendo il ruolo di Cora Tannetti nella controversa serie antologica The Sinner, grazie a questa interpretazione riceve una candidatura ai Golden Globe come miglior attrice in una mini-serie o film per la televisione.
Nel 2019 torna come protagonista in un'altra serie TV, Limetown.

## Vita privata
Dal 2001 al 2006 è stata fidanzata con l'attore Chris Evans. Nel 2007 conosce e inizia una relazione con il cantante pop Justin Timberlake. Il 19 ottobre 2012, la coppia ha celebrato il matrimonio nella località di Savelletri, in Puglia. Dopo un anno dal matrimonio l'attrice cambia il suo cognome in Timberlake, ma mantenendo il suo in campo professionale. La coppia ha avuto il primo figlio, Silas Randall, l'11 aprile 2015. Nel luglio 2020 nasce il secondo figlio di nome Phineas.
Nel 2005 il magazine Esquire la elegge "Donna più sexy". Nel 2007 il magazine Stuff, stilando la classifica delle 100 donne più sexy del mondo, la pone al primo posto. Nel 2008 si è classificata seconda tra le donne più sexy del mondo, dietro Megan Fox, in una votazione promossa dal magazine FHM.

## Filmografia

### Cinema
- L'oro di Ulisse (Ulee's Gold), regia di Victor Nuñez (1997)
- A casa per Natale (I'll Be Home for Christmas), regia di Arlene Sanford (1998)
- Il sogno di un'estate (Summer Catch), regia di Michael Tollin (2001)
- Le regole dell'attrazione (The Rules of Attraction), regia di Roger Avary (2002)
- Non aprite quella porta (The Texas Chainsaw Massacre), regia di Marcus Nispel (2003)
- Cellular, regia di David R. Ellis (2004)
- Blade: Trinity, regia di David S. Goyer (2004)
- Stealth - Arma suprema (Stealth), regia di Rob Cohen (2005)
- London, regia di Hunter Richards (2005)
- Elizabethtown, regia di Cameron Crowe (2005)
- The Illusionist - L'illusionista (The Illusionist), regia di Neil Burger (2006)
- Home of the Brave - Eroi senza gloria (Home of the Brave), regia di Irwin Winkler (2006)
- Next, regia di Lee Tamahori (2007)
- Io vi dichiaro marito e... marito (I Now Pronounce You Chuck and Larry), regia di Dennis Dugan (2007)
- Un matrimonio all'inglese (Easy Virtue), regia di Stephan Elliott (2008)
- Powder Blue, regia di Timothy Linh Bui (2009)
- Guys and Dolls at the Hollywood Bowl, regia di Kenneth Shapiro (2009)
- Appuntamento con l'amore (Valentine's Day), regia di Garry Marshall (2010)
- A-Team (The A-Team), regia di Joe Carnahan (2010)
- Capodanno a New York (New Year's Eve), regia di Garry Marshall (2011)
- I bambini di Cold Rock (The Tall Man), regia di Pascal Laugier (2012)
- Total Recall - Atto di forza (Total Recall), regia di Len Wiseman (2012)
- Hitchcock, regia di Sacha Gervasi (2012)
- Quello che so sull'amore (Playing for Keeps), regia di Gabriele Muccino (2012)
- La verità su Emanuel (Truth About Emanuel), regia di Francesca Gregorini (2013)
- Accidental Love, regia di Stephen Greene (2015)
- Bleeding Heart, regia di Diane Bell (2015)
- Il diario dell'amore (The Book of Love), regia di Bill Purple (2016)
- Vicolo cieco (A Kind of Murder), regia di Andy Goddard (2016)
- Attacco alla verità - Shock and Awe (Shock and Awe), regia di Rob Reiner (2016)

### Televisione
- Settimo cielo (7th Heaven) – serie TV, 133 episodi (1996-2006)
- New Girl – serie TV, episodio 4x01 (2014)
- The Sinner – serie TV, 8 episodi (2017)
- Limetown – serie TV, 10 episodi (2019)
- Candy - Morte in Texas (Candy) – miniserie TV, 5 puntate (2022)
- Sorelle sbagliate (The Better Sister), regia di Craig Gillespie – miniserie TV (2025)

### Cortometraggi
- It's a Digital World, regia di Paul Greenberg (1994)
- Hole in the Paper Sky, regia di Bill Purple (2008)

### Doppiatrice
- Johnny Bravo – serie TV, episodio 4x01 (2004)
- I Griffin (Family Guy) – serie TV, episodi 4x07-11x12 (2005-2013)
- Planet 51, regia di Jorge Blanco, Javier Abad e Marcos Martínez (2009)
- BoJack Horseman – serie TV, 5 episodi (2016-2018)

### Video musicali
- Aerosmith - Fly Away from Here (2001)
- Justin Timberlake - Man Of The Woods (2018)

## Riconoscimenti
- Golden Globe
  - 2018 – Candidatura alla miglior attrice in una mini-serie o film per la televisione per The Sinner[1]

- Emmy Award
  - 2018 – Candidatura alla miglior attrice protagonista in una miniserie o film per The Sinner

- Saturn Award
  - 2004 – Candidatura alla miglior attrice per Non aprite quella porta

- MTV Movie Award
  - 2004 – Candidatura alla miglior performance femminile per Non aprite quella porta

- Showest Convention Award
  - 2005 – Star femminile del domani

- Newport Beach Film Festival
  - 2006 – Newport Beach Film Festival per The Illusionist - L'illusionista

- Gala Awards
  - 2007 – Premio come Star nascente

- Sannio Film Fest
  - 2009 – Candidatura alla migliore attrice per Un matrimonio all'inglese

- Teen Choice Awards
  - 2002 – Candidatura alla miglior attrice in una serie drammatica per Settimo cielo
  - 2003 – Candidatura alla miglior attrice in una serie drammatica per Settimo cielo
  - 2010 – Candidatura Choice Movie: Hissy Fit per Appuntamento con l'amore

- Young Artist Award
  - 1997 – Miglior Performance in una pellicola cinematografica per L'oro di Ulisse
  - 1999 – Candidatura alla miglior performance in una serie TV per Settimo cielo

## Doppiatrici italiane
Nelle versioni in italiano delle opere in cui ha recitato, Jessica Biel è stata doppiata da:
- Rossella Acerbo in Le regole dell'attrazione, Blade: Trinity, Io vi dichiaro marito e... marito, Attacco alla verità - Shock and Awe
- Barbara De Bortoli in Non aprite quella porta, Stealth - Arma suprema, Home Of The Brave - Eroi Senza Gloria, Accidental Love
- Francesca Manicone in Elizabethtown, Capodanno a New York, Total Recall - Atto di forza, Vicolo cieco
- Ilaria Stagni in Settimo cielo, The Illusionist - L'Illusionista, Un matrimonio all'inglese
- Chiara Gioncardi in The Sinner, Candy - Morte in Texas, Sorelle sbagliate
- Claudia Catani in Next, I bambini di Cold Rock, Quello che so sull'amore
- Federica De Bortoli in A casa per Natale, A-Team
- Antonella Baldini in Appuntamento con l'amore
- Laura Lenghi in L'oro di Ulisse
- Laura Romano in Hitchcock
- Tiziana Avarista in London
- Letizia Scifoni in Cellular
- Gianna Gesualdo neIl diario dell'amore

Da doppiatrice è sostituita da:
- Letizia Scifoni in Planet 51
- Alessandra Korompay in BoJack Horseman